# Geoffrey Doumeng
Geoffrey Doumeng (Narbonne, 9 november 1980) is een Franse voetballer (middenvelder) die sinds 2008 voor de Franse eersteklasser RC Lens uitkomt. Eerder speelde hij onder meer voor Montpellier HSC en Valenciennes FC.